# Гусаровка (остановочный пункт)
Гусаровка — остановочный железнодорожный пункт Коростенской дирекции Юго-Западной железной дороги на линии Чернигов—Овруч, расположенный в южнее села Гусаровка.

## История
Станция была открыт в 1974 году на действующей ж/д линии Чернигов—Овруч. По состоянию местности на 1986 год: на топографической карте лист М-35-023 остановочный пункт не обозначен.

## Общие сведения
Станция представлена одной боковой платформой. Имеет 1 путь.

## Пассажирское сообщение
Пассажирское сообщение станцией не осуществляется.